# Parque nacional de Divjaka
El parque de pinos nacional Divjaka (en albanés, Parku Kombëtar "Pishat e Divjakës") es un parque nacional de Albania, terrestre y marino, declarado en el año 2007. El parque, con una superficie de 1.250 hectáreas. Se encuentra a unos 5 kilómetros de la ciudad de Divjaka y a 40 km de la ciudad de Lushnjë. Este parque también forma parte del complejo de la laguna de Karavasta y se encuentra bajo la protección de la Convención de Ramsar desde el año 1994. Este parque es uno de los ecosistemas más importantes del país, especialmente por su rica fauna de la que es representativo el pelícano ceñudo de la que tiene el 6,4% de la población mundial.